# S'ha Acabat!
S’ha Acabat! - Joves per la defensa de la Constitució (S'!, o simplemente S'ha Acabat!) es una asociación juvenil española, de ámbito territorial catalán y con presencia en otras comunidades autónomas.
Es un proyecto defensor de las libertades civiles de los catalanes dentro de un marco común jurídico, político y social en España. Se trata de un colectivo plural, con diferentes perspectivas y sensibilidades dentro de las juventudes del constitucionalismo catalán. En reiteradas ocasiones, ha recibido el apoyo de partidos como PP, Ciudadanos y Vox.
Su actividad principal se ejerce en universidades, aunque su labor no se destina exclusivamente a estos espacios. S'ha Acabat! ha llevado a cabo actos, debates y coloquios con invitados notables, como ha sido el caso de la diputada Cayetana Álvarez de Toledo, la expresidenta de Ciudadanos Inés Arrimadas, la cofundadora de UPyD Rosa Díez, la presidenta de la Comunidad de Madrid Isabel Díaz Ayuso, el youtuber Joan Planas, el catedrático de Derecho Internacional Rafael Arenas, el líder del Partido Popular de Cataluña, Alejandro Fernández Álvarez, el historiador y columnista Joaquim Coll, el director de RED-aede, Juan Mellen, la eurodiputada  Maite Pagazaurtundúa, el eurodiputado José Ramón Bauzá, la eurodiputada Dolors Montserrat, el diputado Ignacio Garriga, el presidente de Policía SXXl, Samuel Vázquez, el periodista Arcadi Espada y el exdirigente de VOX, Iván Espinosa de los Monteros, entre muchos otros. 
S’ha Acabat! ha organizado concentraciones y numerosas acciones a pie de calle. Buena parte de su actividad está destinada a popularizar España, y muchas de ellas se realizan en redes sociales mediante campañas para que los jóvenes den la cara en la defensa de los derechos y libertades que España representa. También, ha participado en coloquios del Parlamento Europeo en instalaciones del Espacio Leopoldo en Bruselas, Bélgica, junto a eurodiputados de Ciudadanos, PP, y Vox.
Actualmente, están presentes en las principales universidades de Barcelona, Madrid y Tarragona. S’ha Acabat! ha instalado carpas, registrado quejas al rectorado e incluso denunciado ante la Junta Electoral por símbolos independentistas presentes en la Universidad Autónoma de Barcelona (UAB), la Universidad de Barcelona (UB) y la Universidad Pompeu Fabra (UPF). La asociación ha sido víctima de escraches, coacciones y amenazas por parte de colectivos universitarios de extrema izquierda nacionalista, como la organización Sindicato de Estudiantes de los Países Catalanes (SEPC), de la cual S'ha Acabat! ha exigido reiteradamente su expulsión del registro de asociaciones universitarias.

## Formación
La entidad nace de la inconformidad y discrepancias con la junta directiva de Sociedad Civil Catalana, lo cual hace que Josep Lago, expresidente de su sectorial juvenil dimita de su cargo e impulse, junto a otros exmiembros de Jóvenes de Sociedad Civil Catalana, una asociación independiente y transversal.
La asociación está formada por más de 100 jóvenes universitarios de las cuatro provincias de Cataluña: Barcelona, Lérida, Tarragona y Gerona. El rango de edad de sus simpatizantes está comprendido entre 18 y 35 años, y abarca posturas ideológicas desde la izquierda constitucionalista hasta visiones conservadoras.

## Movilizaciones
El 8 de octubre de 2018 organizaron su primera movilización en la Plaza San Jaime de Barcelona, rememorando el espírtu "8-O" de la manifestación convocada en octubre de 2017 por Sociedad Civil Catalana, contando con centenares de manifestantes. Han participado en la manifestación en el centro de Barcelona por el Día de la Hispanidad del 12 de octubre en 2018, recibiendo apoyo y reconocimiento de otras asociaciones constitucionalistas. También ha participado en la celebración del Día de la Constitución Española del 6 de diciembre de 2018.
Asimismo, S'ha Acabat ha organizado en febrero de 2019 una concentración en la Delegación del Gobierno en Cataluña como protesta a los 21 puntos de negociación entre el Presidente del Gobierno de España, Pedro Sánchez y el Presidente de la Generalidad de Cataluña, Quim Torra. En dicha movilización S'ha Acabat! logró aglutinar a 16 entidades constitucionalistas.
Por otra parte, en colaboración con otras entidades como Aixeca't-Levántate, Cataluña por España e Impulso Ciudadano, S’ha Acabat! ha impulsado la iniciativa Lloc Net, Joc Net  (en castellano: Espacio Limpio, Juego Limpio) para denunciar ante las juntas electorales la presencia de símbolos separatistas en espacios de titularidad pública durante período electoral. Tal proyecto ha logrado registrar centenares de denuncias y repercutido positivamente dentro del constitucionalismo.
El 13 de junio de 2021, S’! se manifestó en la Plaza Colón de Madrid junto a miles de ciudadanos constitucionalistas en contra de la posible concesión de indultos a los presos separatistas. La concentración, convocada por Unión 78 en contra de la concesión de indultos a los presos independentistas, logró unir al constitucionalismo por encima de siglas políticas, ya que, según datos de la Policía Municipal de Madrid, se congregaron en la Plaza Colón de Madrid más de 120 000 personas.

## Polémicas
En diciembre de 2018 la entidad comenzó una campaña en la Universidad Autónoma de Barcelona eliminando símbolos partidistas e independentistas de las paredes de la universidad, provocando una reacción mediática tanto en redes sociales como en diferentes periódicos digitales. Días después de esa acción, varios miembros de la asociación recibieron amenazas de muerte e insultos en un stand informativo de S'ha Acabat! en la Universidad Autónoma de Barcelona, recibiendo posteriormente el apoyo por todas las fuerzas políticas del arco constitucionalista. 
El 11 de abril de 2019, en un acto organizado por el colectivo en la misma universidad sobre Europa, los populismos y los nacionalismos, al cual asistían políticos como la candidata a las elecciones del 28-A Cayetana Álvarez de Toledo o los candidatos a la alcaldía de Barcelona Manuel Valls y Josep Bou, fue boicoteado por colectivos de la extrema izquierda independentista, resultando en ataques e insultos a los asistentes al acto organizado por S'ha Acabat!, a pocas semanas de las elecciones generales de España de 2019. Tales sucesos fueron condenados por todas las fuerzas políticas constitucionalistas españolas y recibieron cobertura de todos los medios de comunicación, tanto a nivel autonómico como nacional.
Estos hechos provocaron una ola de solidaridad hacia la asociación constitucionalista que se tradujo en la petición masiva en redes de la dimisión de la rectora de la Universidad Autónoma de Barcelona, Margarita Arboix, tras no permitir la entrada de Mozos de Escuadra en el campus mientras los asistentes al evento estaban siendo agredidos.
Otro de los numerosos escraches independentistas a S'ha Acabat! sucedió el 3 de noviembre de 2023, en la Universidad Autónoma de Barcelona. Un cordón formado por personal de seguridad de la UAB y de los Mozos evitó que los manifestantes se acercasen a la carpa. En declaraciones a los medios, el responsable de Universidades de la entidad 'S'ha Acabat!', Hugo Escarpa, lamentó que deban «expresar la libertad de expresión a través de un cordón policial» y recordó que «estamos un día más aquí, como cada año en la feria de asociaciones, y nos encontramos lo mismo de siempre. Nada ha cambiado». También calificó a los manifestantes de «reaccionarios» por intentar impedirles andar libremente por el campus y lamentó que la universidad no haga nada para impedir la hostilidad hacia ellos.
Tras los sucesos del 23 de febrero de 2022, la fiscalía pide tres años de cárcel para cuatro estudiantes secesionistas, a quienes el ministerio público vincula con el Sindicat d'Estudiants dels Països Catalans (SEPC) y la Assemblea Ciutadella y acusa de un delito de coacciones a miembros del colectivo constitucionalista S'ha Acabat que habían montado un parada informativa en la Universidad Pompeu Fabra (UPF) de Barcelona.